# Allergie au latex
 Mise en garde médicale
L'allergie au latex (ou syndrome de sensibilité au latex) est une entité médicale qui désigne l'ensemble des réactions allergiques provoquées par le caoutchouc naturel, ou latex.

## Typologie
Le latex est à l'origine de deux formes d'allergie sur les 4 (ou 5) types d'hypersensibilité connues :
- Type 1 : Il s'agit de la forme la plus grave et la plus rare, l'hypersensibilité de type 1 est une réaction immédiate et potentiellement mortelle, les mécanismes physiopathologiques sont les mêmes que pour les réactions aux piqûres d'abeilles. Ces réactions représentent une proportion importante des chocs anaphylactiques consécutifs à une intervention chirurgicale, en particulier chez les enfants atteints de spina bifida.
- Type 4 : Également connue sous le nom de dermite allergique de contact. Il s'agit d'une éruption cutanée d'apparition retardée, semblable aux réactions provoquées par le sumac grimpant avec des vésicules suintantes sur la peau. Ce type d'hypersensibilité est, le plus souvent, provoqué par les produits chimiques utilisés au cours de la fabrication du caoutchouc.
- La dermite de contact par irritation: Il s'agit du type de réaction le plus courant. Il provoque une irritation sèche, des démangeaisons de la peau, le plus souvent au niveau des mains. Il peut être provoqué par une irritation liée à l'usage des gants, mais il peut aussi être dû à une exposition à d'autres produits en milieu de travail. Le lavage fréquent des mains, le séchage incomplet, l'exposition des mains aux désinfectants et à une substance analogue au talc (oxyde de zinc, etc.) servant à poudrer les gants, tous ces facteurs peuvent aggraver les symptômes. La dermite de contact irritative, n'est pas une véritable allergie.

Les examens réalisés pour explorer l'allergie de type 1 au latex ou au caoutchouc naturel sont des dosages sanguins, destinés à identifier les protéines de type IgE capables de déclencher des réactions allergiques. Alors que le test de routine pour rechercher les allergènes est le prick test, il n'existe aucun réactif disponible actuellement aux États-Unis pour réaliser un test cutané destiné à la recherche de l'allergie au latex ou caoutchouc naturel. Ces réactifs pour tests cutanés sont utilisés dans d'autres pays. Certaines personnes allergiques au latex sont également allergiques à des vêtements, des chaussures ou autres objets contenant du latex — par exemple les élastiques, les gants en caoutchouc, les préservatifs, les tétines de biberons, les ballons de baudruche, les voitures et les vêtements contenant des élastiques à base de caoutchouc naturel. Les élastiques synthétiques tels que le néoprène ou l'élasthanne ne contiennent pas de protéines capables de déclencher des réactions de type 1. L'allergie de type 1 au latex ou au caoutchouc naturel est provoquée par les immunoglobulines de type IgE qui sont les médiatrices des réactions contre les protéines présentes dans un arbre dénommé Hevea brasiliensis, une des espèces de l'arbre à caoutchouc. Les produits en latex synthétiques ne contiennent pas de protéines d'Hevea brasiliensis et ne provoquent donc pas ce type de réaction.
Les réactions de type 4 sont provoquées par les produits chimiques utilisés dans le processus de fabrication du caoutchouc. Des patch tests doivent être effectués pour déterminer quel est le produit chimique qui déclenche la réaction. Une fois identifié le produit chimique responsable, il devient possible à la personne de choisir des produits qui n'ont pas été traités avec la substance chimique en cause. Le caoutchouc naturel et le caoutchouc synthétique peuvent tous les deux provoquer des réactions de type 4.

## Personnes à risque élevé
- Enfants porteurs d'un myéloméningocèle (spina bifida). 40 % à 100 % d'entre eux présenteront une réaction.
- Les travailleurs de l'industrie du caoutchouc, exposés pendant de longues périodes à de grandes quantités de latex. Parmi eux environ 10 % présentent des réactions allergiques.
- Les professions de santé. Compte tenu de l'utilisation systématique de produits contenant du latex dans les établissements de santé, la gestion des allergies au latex pose d'importants problèmes organisationnels dans le secteur sanitaire. Les professionnels de santé qui utilisent fréquemment des gants en latex et d'autres dispositifs médicaux contenant du latex. Les métiers concernés sont ceux de pharmacien, médecin, infirmière, aides soignantes, dentistes, assistant(e)s dentaires, les techniciens de laboratoire, et le personnel de ménage des hôpitaux sont les salariés à risque pouvant développer une allergie au latex[1]. 4 à 15 % environ des professionnels de santé présentent une réaction, qui se manifeste généralement sous la forme d'une dermatite de contact par irritation, et peut aboutir par le biais d'une sensibilisation allergique au stade de choc anaphylactique, qui conduit généralement les victimes à abandonner leur profession[2]. Dans la tenue chirurgicale, ce risque potentiellement mortel de réaction allergique pour un patient a été jugé suffisamment élevé par l'Hôpital Johns-Hopkins pour remplacer tous les gants de chirurgie par des solutions de rechange en latex synthétique[3].
- Les personnes qui ont eu de multiples interventions chirurgicales, en particulier dans l'enfance[réf. nécessaire].
- Les enfants de moins de 3 ans non allaités, utilisant des tétines au quotidien.

## Incidence dans la population générale
Elle varie probablement selon les pays et les métiers. Les estimations varient de 0,8 à 6,5 % de la population générale[réf. nécessaire], mais parmi ces derniers tous ne développeront pas une réaction allergique notable. Ce sont souvent des allergies croisées (voir ci-dessous).

## Latex et nourriture
Certaines personnes qui ont une allergie au latex peuvent également présenter une réaction allergique à un certain nombre de produits végétaux, généralement des fruits. Ce fait est connu sous le nom de syndrome latex-fruits. Les fruits (et les graines) impliquées dans ce syndrome sont notamment, la banane, l'ananas, l'avocat, la châtaigne, le kiwi, la mangue, les fruits de la passion, les fraises et le soja. Certains de ces fruits, mais pas tous, contiennent du latex. La Asthma and Allergy Foundation of America estime que près de 6 pour cent de la population des États-Unis présentent une allergie alimentaire et jusqu'à 4 pour cent une allergie au latex. Des réactions peuvent également survenir lorsque l'on touche des produits alimentaires contenant du latex, dans les cas les plus graves. Il existe quelques cas connus d'allergies au latex provoqués par des organismes génétiquement modifiés tels que les tomates contenant des protéines de latex.
Certaines personnes qui sont allergiques au latex ont présenté des réactions allergiques à des aliments qui ont été traités ou préparés par des personnes portant des gants en latex.

## Reconnaissance comme maladie professionnelle en France
Une allergie au latex peut être reconnue, en France, comme maladie professionnelle sous certaines conditions. Ce tableau définit les critères à prendre en compte pour qu'une allergie au latex soit prise en charge au titre de la maladie professionnelle :
| Régime Général. Date de création : 8 mai 1997 | Régime Général. Date de création : 8 mai 1997                                                                     | Régime Général. Date de création : 8 mai 1997                                                                     |
| Tableau no 95 RG | Tableau no 95 RG                                                                                                  | Tableau no 95 RG                                                                                                  |
| Affections professionnelles de mécanisme allergique provoquées par les protéines du latex (ou caoutchouc naturel)                                        | Affections professionnelles de mécanisme allergique provoquées par les protéines du latex (ou caoutchouc naturel) | Affections professionnelles de mécanisme allergique provoquées par les protéines du latex (ou caoutchouc naturel) |
| --- | --- | --- |
| Désignation des Maladies | Délai de prise en charge                                                                                          | Liste Indicative des principaux travaux susceptibles de provoquer ces maladies                                    |
| Urticaire de contact ayant récidivé après nouvelle exposition au risque et confirmée par un test.                                                        | 7 jours | Préparation, emploi et manipulation du latex naturel et des produits en renfermant, notamment :                   |
| Rhinite, asthme, conjonctivite aiguë bilatérale, ayant récidivé après nouvelle exposition au risque et confirmés par un test.                            | 7 jours | Production et traitement du latex naturel ; Fabrication et utilisation d'objets en latex naturel.                 |
| Réactions allergiques systémiques telles que : urticaire géante, œdème de Quincke, choc anaphylactique, survenus à l'occasion d'une exposition au latex. | 3 jours | . |
| Lésions eczématiformes ayant récidivé après nouvelle exposition au risque ou confirmées par un test épicutané positif.                                   | 15 jours | . |
| Date de mise à jour : | | |